# 艾岁氏
艾岁是中國古代的一個姓氏，根据史书记载，周朝宋国的始祖微子启（子姓）的后代有的改姓艾岁，《潜夫论·志姓氏》中亦有記載此姓氏，後大多改姓艾姓、歲姓，现代已无艾岁此姓。